# نهائي كأس الخليج العربي 2024
نهائي كأس الخليج العربي 26 (بالإنجليزية: 26th Arabian Gulf Cup Final) هي المباراة الختامية لتحديد المنتخب الفائز في النسخة السادسة والعشرون من مسابقة كأس الخليج العربي لكرة القدم، أقيمت يوم السبت الموافق 4 يناير 2025 بين منتخب عمان ومنتخب البحرين على ملعب جابر الأحمد الدولي  في الكويت، بعد تجاوزهما دور نصف النهائي، انتهت المباراة في الوقت الأصلي بفوز منتخب البحرين على منتخب عمان بنتيجة هدفين مقابل هدف ليتوج باللقب للمرة الثانية في تاريخه، معادلا منتخب الإمارات ومنتخب عمان في عدد البطولات الخليجية، بهذا الفوز نجح المنتخب البحريني في كسر عقدة خسارته من المنتخب العماني في الأدوار الحاسمة حيث خسر منتخب البحرين في أربع مواجهات سابقة من منتخب عمان في الدور نصف النهائي من البطولة الخليجية.
على الجانب الآخر يعتبر هذه ثاني نهائي يخسره المنتخب العماني على التوالي بعد خسارته نهائي كأس الخليج العربي 2023 في العراق.
بتجاوزهما دور نصف النهائي ضمن المنتخب العماني التواجد في نهائي كأس الخليج للنسخة الثانية على التوالي والسادسة في تاريخه، فيما تمكن منتخب البحرين من الوصول إلى النهائي خليجي 26 للمرة الثانية في آخر ثلاثة نسخ بعد تغلبه على صاحب الأرض منتخب الكويت، ودخل مباراة النهائي بطموح إحراز اللقب للمرة الثانية، بعدما توّج بالبطولة لأول مرة عام 2019.
تأهل إلى مواجهتي نصف نهائي كأس الخليج العربي "خليجي 26" لكرة القدم بعد نهاية منافسات دور المجموعات متصدر المجموعة الأولى منتخب عمان برصيد 5 نقاط بينما حلت الكويت صاحبة الأرض والجمهور في المركز الثاني برصيد 5 نقاط، وخرجت من هذه المجموعة كل من منتخب قطر ومنتخب الإمارات بعد أن جمعت كل منهما نقطتين فقط، أما عن المجموعة الثانية فعبر إلى نصف النهائي كل من منتخب البحرين برصيد 6 نقاط متصدرة للمجموعة الثانية والمنتخب السعودي في المركز الثاني برصيد 6 نقاط أيضاً، في حين خرج منتخب اليمن والمنتخب العراقي بعد أن جمع كل منهما 3 نقاط فقط.
أعلن اتحاد كأس الخليج العربي لكرة القدم يوم الأحد 29 ديسمبر 2024 تغيير موعد نهائي بطولة كأس الخليج "خليجي 26" إلى الرابع من يناير بدلاً من إقامته في الثالث من يناير من البطولة التي تستضيفها الكويت وتغير موعد إقامة مبارتي نصف النهائي لتلعب يوم 31 ديسمبر 2024، يذكر بأن الاتحاد الخليجي لكرة القدم عقد اجتماعاً عاجلاً يوم السبت لدراسة تغيير مواعيد مباراتي نصف النهائي والمباراة النهائية من بطولة كأس الخليج 26 أن قرار تأجيل المباراة النهائية اتخذ خلال اجتماع للجنة وبعد مشاورات مع الاتحادات الخليجية التي وافقت جميعها على التغيير. ويأتي الاجتماع نظرا للطلب الكبير على تذاكر مباراتي قبل النهائي، وتلبية لرغبة الجماهير الخليجية بحضور المواجهتين على ملعب جابر الأحمد الدولي وأن الطلب الكبير لا يكون مناسبا لإقامة قبل النهائي على ملعب جابر الحمد المبارك في الصليبخات.

## عن المنتخبين
لعبت بطولة كأس الخليج بنظام الدوري حتى تم تغيير نظام المسابقة اعتباراً من نسخة كأس الخليج العربي 17 عام 2004 لتُلعب بنظام مجموعتين ثم تلعب الفرق المتأهلة الدور الإقصائي بنظام خروج المغلوب من مباراة واحدة.

| المنتخب | الظهور في نهائيات كأس الخليج العربي السابقة (الخط الغليظ يشير لسنة التتويج في البطولة) |
| ------- | -------------------------------------------------------------------------------------- |
| عمان    | 2 (2004، 2007، 2009، 2017–18، 2023)                                                    |
| البحرين | 1 (1970، 1982، 1992، 2003–04، 2019)                                                    |

## الطريق إلى النهائي
| م | الفريق                   | لعب | نقاط |
| - | ------------------------ | --- | ---- |
| 1 | عمان                     | 3   | 5    |
| 2 | الكويت (H)               | 3   | 5    |
| 3 | الإمارات العربية المتحدة | 3   | 2    |
| 4 | قطر                      | 3   | 2    |

| م | الفريق   | لعب | نقاط |
| - | -------- | --- | ---- |
| 1 | البحرين  | 3   | 6    |
| 2 | السعودية | 3   | 6    |
| 3 | العراق   | 3   | 3    |
| 4 | اليمن    | 3   | 3    |

## منتخب عمان
تغلّب المنتخب العُماني على نظيره السعودي بهدفين مقابل هدف، في مباراة أقيمت على أرض استاد جابر المبارك الحمد الصباح، ضمن منافسات الدور نصف النهائي في بطولة كأس الخليج العربي. بدأت المباراة بأفضلية من المنتخب السعودي من نظيره منتخب عمان وكاد مروان الصحفي يسجل الهدف الأول للأخضر في الدقيقة، 25 من الشوط الأولى بعد عرضية أرضية من عبدالله الحمدان، لم يتمكن مهاجم مروان الصحفي التعامل معها بالشكل الأمثل في المرمى الخالي بعدما تجاوزت الكرة حارس مرمى الرشيدي وتخرج إلى خارج الملعب. تعززت أفضلية السيطرة على الكرة وصناعة الفرص لصالح منتخب "الأخضر"، مع حالة طرد المباشر على لاعب المنتخب العُماني المنذر العلوي، آثر حالة تدخله على مفصل قدم كابتن المنتخب السعودي سالم الدوسري في الدقيقة 35 من الشوط الأول، إلا أنه عجز عن هزّ الشباك لينتهي الشوط الأول من المباراة بالتعادل السلبي. في الدقيقة 60 من الشوط الثاني سجل عبدالله الحمدان الهدف الأول للمنتخب السعودي، مستغلًا عرضية رائعة من زميله مروان الصحفي، لكن بعد العودة لتقنية الفيديو قرر الحكم إلغاء الهدف.
رغم النقص العددي عند المنتخب العُماني، نجح أرشد العلوي في تسجيل هدف التقدم من ركلة ثابتة عبر أسفل الحائط الدفاعي إلى مرمى المنتخب السعودي وتعزيز النتيجة عن طريق علي البوسعيدي بعد لعبة خاطفة من رميت التماس ثم تمريرة عرضية من لاعب العماني عبدالرحمن المشيفري لتصل إلى علي البوسعيدي ويحرز الهدف الثاني من تسديدة قوية داخل منطقة الجزاء سكنت شباك محمد العويس تسديدة في الدقيقة 85 من الشوط الثاني، مع زيادة الضغط النتيجة أستطاع المنتخب السعودي من تقليص الفارق إلى هدف عبر محمد كنو في الدقيقة 87 من تسديدة خارج المنطقة، مع بطئ البناء الهجومي والمبالغة في الكرات العرضية ومواصلة للأخطاء الدفاعية للمنتخب السعودي والتي قابلها انضباط دفاعي عماني وتقدمه في النتيجة، زادت صعودبة العودة للمباراة مع أكمل المنتخب السعودي هو الأخر الدقائق الأخيرة من اللقاء بعشرة لاعبين بعد حالة طرد على اللاعب عبد الإله هوساوي في الدقيقة العاشرة من الوقت بدل الضائع بعد تدخله أيضا على مفل القدم على اللاعب العماني عصام الصبحي، قابلها تعامل فني متوازن من قبل المدير الفني للمنتخب العماني رشيد جابر مع متغيرات المباراة بالانضباط الدفاعي والتحول الهجومي واستغلال الفرص المتاحة التسجيل، ليحقق تأهلًا مستحقًا إلى النهائي.

## منتخب البحرين
تأهل المنتخب البحريني إلى نهائي كأس الخليج العربي خليجي 26 بعد الفوز على منتخب الكويت بهدف نظيف في المباراة التي جمعتهما على استاد جابر الأحمد الدولي في نصف نهائي البطولة وسط حضور جماهيري تجاوز 60 ألف متفرج، شهد الشوط الأول فرص هجومية متبادلة بين الفريق لكن لم يتمكن أي منهما في الوصول لهز الشباك، لينتهي الشوط الأول بالتعادل السلبي بين الطرفين، أبرزها خطورة على مرمى عندما كاد منتخب البحرين من هز الشباك في الدقيقة 35 بعدما تصدى خالد الرشيدي حارس مرمى الكويت لكرة مهدي الحمدان لترتد الكرة إلى محمد مرهون ليتابعها برأسه لكن المدافع الكويتي فهد الهاجري أبعد الكرة برأسه من على خط المرمى.
في بداية الشوط الثاني استمرار خطورة محمد مرهون التي يشكلها على الدفاع الكويتي وضياع فرصةة تهديف آخرى بعد تسديدة قوية تصدت ارتطمت في العارضة في الدقيقة 48 وتذهب الكرة خارجاً، بالرغم من أن المنتخب البحريني يلعب منقوصا منذ الدقيقة 51 بعد تعرض مهدي عبد الجبار للطرد بعد حصوله على الإنذار الثاني للتهور اثر تداخه على قدم اللاعب الكويتي حمد الحربي، ولم يتأثر منتخب البحرين بالنقص العددي بل هز شباك منافسه بهدف عندما نفذ كميل الأسود ركلة حرة، وارتبك الدفاع الكويتي مع حارس المرمى خالد الرشيدي في إبعادها لترتطم الكرة بجسد البحريني إبراهيم بن عدي، قبل أن يكملها مرهون بقدمه في المرمى الخالي.
وحاول منتخب الكويت إدراك التعادل حيث سدد عيد الراشدي كرة مرت بجوار القائم في الدقيقة 82، لكن "الأزرق" الكويتي لم يستغل النقص العددي لمنافسه الذي كان منظما للغاية على مستوى كل الخطوط. ومع احتساب الحكم عشر دقائق وقت بدل ضائع، سدد محمد مرهون كرة جديدة أبعدها الحارس الكويتي خالد الرشيدي بخلاف تسديدة أخرى من مهدي الحميدان أبعدها الدفاع الكويتي قبل أن يطلق الحكم صافرة النهاية ليعلن عن خروج منظم البطولة من الدور قبل النهائي ولبلوغ المنتخب البحريني للنهائي لمواجهة منتخب عمان.

## المباراة
جاءت أول فرص التهديف للمنتخب البحريني في الدقيقة 12 بعدها مرر محمد مرهون كرة بينية إلى الرميحي الذي توغل من الجهة اليمنى ومرر كرة قوية مرت من الحارس الرشيدي إلى حميدان القادم من الخلف وغير المراقب ولعب الكرة فوق العارضة.
افتتحت عمان التسجيل من ركلة ركنية نفذها علي البوسعيدي مباشرة على رأس عبد الرحمن المشيفري الذي لعبها مباشرة في شباك مرمى الحارس إبراهيم لطف الله في الدقيقة 17 من الشوط الأولى.
مع استمرار منتخب البحرين ضغط الهجومي وتوغل مرهون من الجهة اليسرى بعد تمريرة الأسود، فتعرض لخطأ من جميل اليحمدي وحصل على ركلة جزاء في الدقيقة 75 نفذها بنفسه على يمين الحارس الرشيدي مدركا التعادل في الدقيقة 79 مدركاً التعادل بعدما كانت عمان متقدمة بهدف عبد الرحمن المشيفري، لم تستمر حالة التعادل بين المنتخبين كثيراً بعد دقيقة حيث قلب منتخب البحرين الطاولة بعد هجمة مرتدة من الجبهة اليسرى سدد محمد مرهون كرة عرضية غيّر مدافع منتخب عمان محمد المسلمي اتجاهها وسكنت بالخطأ شباك فريقه في الدقيقة 80 من المباراة.

### التفاصيل
| عمان                                                                                  | 1–2   | البحرين |
| ------------------------------------------------------------------------------------- | ----- | --- |
| - عبد الرحمن المشيفري 17' - أرشد العلوي 46' - فايز الرشيدي 3+90' - عصام الصبحي 11+90' | تقرير | - أمين بنعدي 43' - محمد سعد الرميحي 56' - محمد مرهون 78' (ركلة.) - محمد المسلمي 80' (هدف في مرماه) - مهدي الحميدان 83' |

| عمان | البحرين |

|           |    | تشكيلة الفريق:      |        |       |
| GK        | 18 | فايز الرشيدي        | 90+10' |       |
| LB        | 17 | علي البوسعيدي       |        |       |
| CB        | 2  | محمد المسلمي        |        |       |
| CB        | 6  | أحمد الخميسي        | 58'    |       |
| CB        | 13 | ثاني الرشيدي        |        |       |
| DM        | 4  | أرشد العلوي         |        |       |
| CM        | 23 | حارب السعدي         |        |       |
| LW        | 21 | عبد الرحمن المشيفري |        |       |
| AM        | 12 | عبد الله فواز       | 86'    |       |
| RW        | 10 | جميل اليحمدي        |        |       |
| CF        | 7  | عصام الصبحي         |        |       |
| البدلاء:  |    |                     |        |       |
| GK        | 1  | إبراهيم المخيني     |        |       |
| GK        | 22 | إبراهيم الراجحي     | 90+10' |       |
| CB        | 5  | غانم الحبشي         |        |       |
| LB        | 12 | خالد البريكي        |        |       |
| RB        | 3  | ملهم السنيدي        | 58'    | 90+9' |
| DM        | 19 | معتز صالح           |        |       |
| RW        | 8  | زاهر سليمان الأغبري | 86'    |       |
| LW        | 24 | حسين الشهري         |        |       |
| RW        | 14 | أحمد الكعبي         |        |       |
| CF        | 25 | الفرج مبارك الكيومي |        |       |
| CF        | 9  | عاهد المشيخي        |        |       |
| CF        | 26 | عبدالسلام الشكيلي   | 90+9'  |       |
| المدرب:   |    |                     |        |       |
| رشيد جابر |    |                     |        |       |

|                 |    | التشكيل الفريق:    |        |
| GK              | 22 | إبراهيم لطف الله   |        |
| LB              | 23 | عبد الله الخلاصي   |        |
| CB              | 3  | وليد الحيام        |        |
| CB              | 2  | أمين بنعدي         |        |
| RB              | 5  | حمد الشمسان        |        |
| CM              | 19 | كميل الأسود        |        |
| DM              | 4  | سيد ضياء سيد       | القائد |
| LW              | 20 | مهدي الحميدان      |        |
| AM              | 8  | محمد مرهون         |        |
| RW              | 7  | علي مدن            |        |
| FW              | 13 | محمد سعد الرميحي   | 90+14' |
| البدلاء:        |    |                    |        |
| GK              | 1  | عمار محمد عباس     |        |
| GK              | 21 | سيد محمد جعفر      |        |
| RB              | 24 | فنسنت أني إيمانويل |        |
| CB              | 16 | سيد باقر           |        |
| RB              | 18 | محمد عادل          |        |
| DF              | 49 | هزاع علي هزاع      |        |
| DM              | 25 | سيد أحمد الوداعي   |        |
| CM              | 15 | جاسم آل شيخ        |        |
| AM              | 10 | عبد الوهاب المالود |        |
| RW              | 11 | إسماعيل عبد اللطيف | 90+14' |
| CF              | 9  | إبراهيم الختال     |        |
| CF              | 26 | حسين عبدالكريم     |        |
| المدرب:         |    |                    |        |
| دراغان تالاييتش |    |                    |        |

| رجل المباراة: محمد مرهون (البحرين) طاقم التحكيم - الحكام المساعدين: سعود أحمد (قطر)، طالب سالم (قطر) - الحكم الرابع: مهند قاسم (العراق) - حكم تقنية الفيديو: خميس المري (قطر) - مساعد حكم تقنية الفيديو: فو مينغ (الصين) | قانون المباراة: - يقام نهائي المسابقة من مباراة واحدة بنظام خروج المغلوب. - تلعب المباراة من 90 دقيقة مقسومة إلى شوطين مدة كل شوط 45 دقيقة. - تلعب أشواط إضافية في حال استمرار التعادل من 30 دقيقة مقسومة إلى شوطين مدة كل شوط 15 دقيقة. - تطبق قاعدة ركلات الجزاء الترجيحية في حال استمرار التعادل في الأشواط الإضافية. - تواجد اثنا عشر لاعب على مقاعد الاحتياط، يمكن إجراء ما يصل إلى خمسة تغيرات، بالإضافة إلى إمكانية تغيير سادس في حال وصول المباراة للأشواط الإضافية. |

| منتخب البحرين بطل كأس الخليج العربي 2024 |
| ---------------------------------------- |
| · البحرين · للمرة الثانية                |

## انظر ايضا
- بطولة أساطير الخليج العربي 2025[13]